# سياسة مقارنة

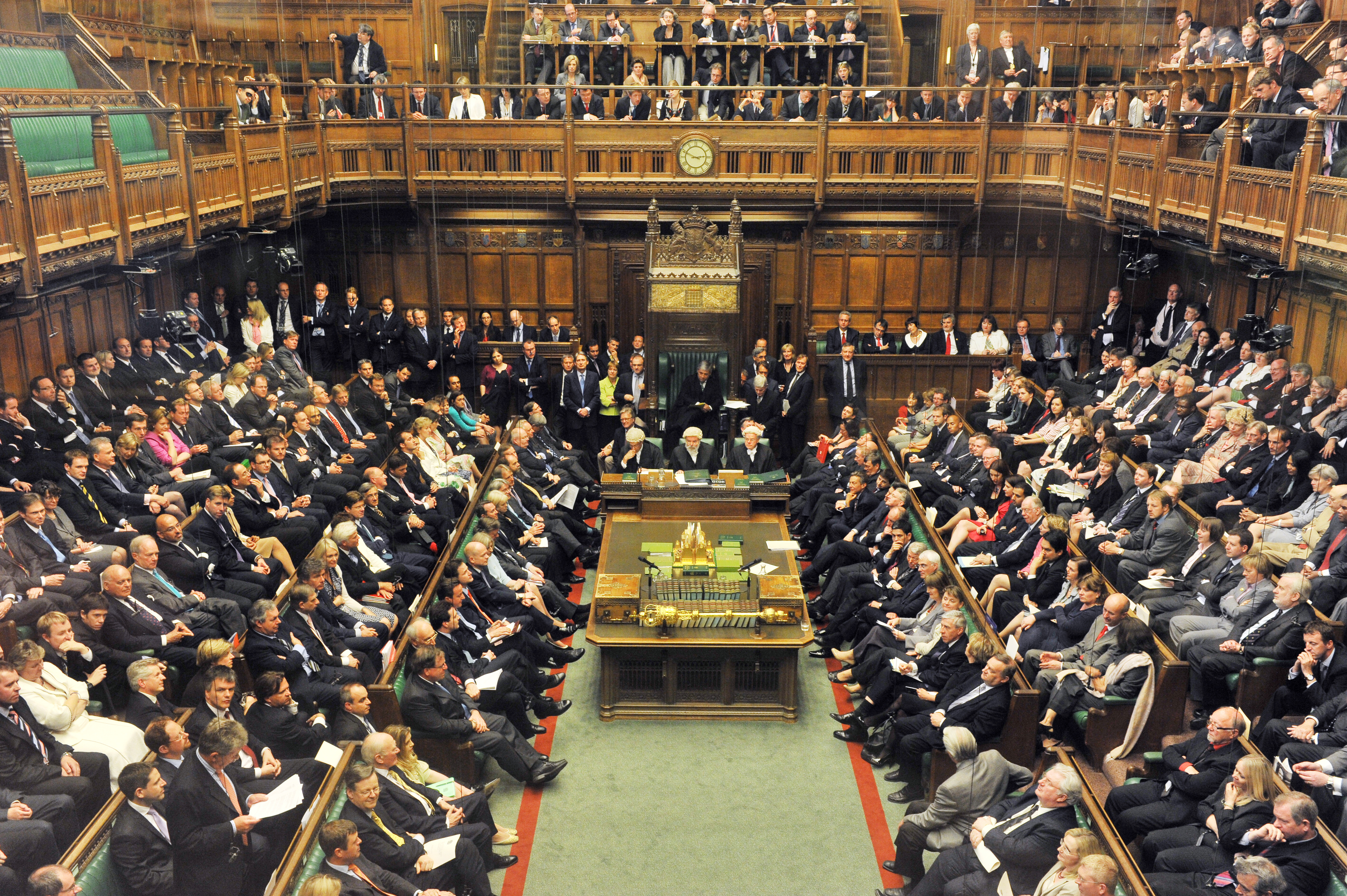

‌السياسة المقارنة (بالإنجليزية: Comparative politics)‏ هي أحد فروع علم السياسة الذي يهتم بدراسة أنماط الحكومات في عصرنا الحاضر، إلا أن تحديد المجال للحكومات المقارنة على وجه الدقة تعترضه صعوبتان أساسيتان.

## الصعوبات
الصعوبة الأولى: تتصل بصعوبة الدراسة وماهية الأعمال التي تشكل جوهر النشاط الحكومي.
الصعوبة الثانية: هي الأهم فإنها تتصل بعلاقة بين القيم من ناحية وبين النشاط الحكومي من ناحية أخرى، وذلك باعتبار أن لكل حكومة من واقع ميراثها التاريخي شيئا من الخصوصية يجعل تنميط الحكومات وتصنيفها محلا للتساؤل.
ومن واقع هذا الاختلاف في تحديد معنى المصطلح ودلالته يمكن التمييز بين مستويين تحليلين أساسيين في نطاق السياسات المقارنة:
المستوى الأول الأفقي: مقارنة نشاط الحكومة داخل المجتمع بنشاطات مجموعة وحدات الحكم المحلي وربما ببعض الوحدات الأصغر مثل اتحادات التجار والكنائس والشركات التي تتفق مع الحكومة في مضمون وليس في حجم النشاط.
المستوى الثاني الرأسي: وهذا المستوى يعتمد على أسلوبين:-
1- مقارنة تطور نفس الحكومة عبر فترات تاريخية مختلفة، وقد سيطر هذا النوع من التحليل بالفعل على دراسة السياسات المقارنة زمنا طويلا يكشف عن أوزان المتغيرات المختلفة في تأثير على النشاط الحكومي ودرجة استمرارية هذا التأثير.
2- مقارنة مختلف حكومات العالم المعاصر، وفي هذا استخدمت معايير شديدة الاختلاف.
	ولئن كانت تلك هي أبرز نماذج تصنيف الحكومات على مستوى العالم، إلا أنها ليست الوحيدة، حيث تعددت محاولات التصنيف والنمذجة باختلاف المعايير المستخدمة وهي شديدة التنوع، لكن الملاحظ أن هذا الأسلوب في الدراسة المقارنة تواجهه الصعوبة نفسها الخاصة بجمع المعلومات المتعمقة.

## ماهية السياسة المقارنة
هناك مصطلحات أربعة يستخدمونها العلماء بالسياسة كمفردات: الحكومات المقارنة، والسياسة المقارنة، والتحليل المقارن، والمنهج المقارن.
	فالمقررات الدراسية والمصنفات العلمية والتصنيفات المكتبية تستعمل أي منها دون أبداء السبب.
	وبالتحليل المقارن جزء هاما من أية دراسة عملية في أي علم من العلوم، وبالتالي فهو علم السياسة بمثابة جوهر التفسير السياسي.
	وهكذا يتضح أن مفهوم السياسة المقارنة يستوعب المفاهيم الثلاثة الأخرى فضلا عن أنه أكثرها دلالة في التعبير عن حقل النظم السياسية المقارنة.
	ويختلف الرأي حول حدود علم السياسة المقارنة. فهناك من يعتبره قلب علم السياسة المعاصرة ويطالب بتوسيع نطاقه ليشمل أكبر عدد من الدول، وبالتالي من المؤسسات والتفاعلات السياسية التي تخضع للمقارنة.
	فذهبوا يسلكون معها النظم السياسية في الدول الاسكندينافية وشرق أوروبا وبلدان العالم الثالث.
	فإذا كانت البرلمانات، فلماذا لا تكون الأحزاب؟ وإذا كانت الأحزاب فلماذا لا تكون القيادة وأساليب التجنيد السياسي؟.
	كذلك فقد زعموا أن قصر نطاق العلم مقدما على المؤسسات بذاتها في دول معينة يضيق نطاق المقارنة بل ويحد من إمكانية التفسير، فمثلا قد يكون الحزب في دولة ما متغيرا مستقلا، وفي أخرى متغيرا تابع.
	على أن هناك فريقا آخر يحذر من توسيع نطاق السياسة المقارنة لحد شموله علم السياسة ذاته، ويطالب بوضع حدود لعلم السياسة المقارنة.
	وهذا الانقسام يتحصل بموقفين:
الأول: أنه لا يجوز التوسع في فهم محتوى السياسة المقارنة إلى الحد الذي تختفي معه الفواصل بينهما وبين علم السياسة، ثم بينهما وبين فروعه الأخرى كالعلاقات الدولية والنظرية السياسية.
الثاني: وجوب التوسع في محتوى السياسة المقارنة بوصفها تحليلا مقارنا للنظم السياسية وذلك بزيادة كم ونوعية النظم السياسية الرئيسية والفرعية موضع الدراسة توخيا لفهم أعمق وأشمل للمؤسسات السياسية وأنماط التفاعل السياسي في مختلف الدول.

## تطور السياسة المقارنة
أن التحليل المقارن لنظم الحكم قد زامل رحلة الفكر السياسي منذ مطلعها.
	على أنه يمكن عموما التمييز بين مرحلتين في تطور الدراسة السياسة المقارنة: مرحلة ما قبل الحرب العالمية الثانية وأخرى لاحقه لها.
المرحلة الأولى: يعتبر أرسطو، الذي عاش في القرن الرابع قبل الميلاد، أبو المنهجية السياسية المقارنة، إذ استخدم الأسلوب المقارن في دراسة أشكال وأساليب الحكم.
	وسلك بهذا الخصوص منهاجيه مقارنة تحصلت خطوطها العريضة في تحديد المشكلة ( مصادر الاستقرار وعدم الاستقرار )، جمع معلومات عن 158 دستورا من دساتير دول المدينة، تصنيف المعلومات بمعنى تصنيف الدساتير وفقا لعدة محكات أهمها عدد الحكام، وطريقة الحكم والبقاء الطبقي، وأخيرا تحديد أي أنماط الحكم أكثر أو أقل استقرارا وتفسير ذلك.
	وذكر أرسطو أن النظام السياسي المستقر هو الذي يتركز على حكم الطبقة الوسطى التي تجمع بين الكثرة العددية نسبيا، والتوسط في المستوى الاقتصادي والقدر المعقول من التعليم والثقافة.
	كذلك قارن بوليبياس الذي عاش بعد أرسطو بقرن ونص تقريبا بين امبرطورية الفرس وممالك اسبرطة ومقدونيا وبين الجمهورية الرومانية وهو بسبيل البحث عن أكمل الدساتير.
	وفي عصر النهضة، نجد مكافيللي يستخدم تقريبا نفس المنهاجية الأرسطو طاليسية وخلال القرن السادس عشر، درس المفكر الفرنسي جان بودان حكومات الدول الأوروبية وعقدمقارنات بينها تناولت خصائصها ومظاهر القوة فيها.
	وفي القرن التاسع عشر، انحرف التحليل المقارن عن الأسلوب الذي اتبعه العلماء السابقين، فقد اهتمت الدراسات المقارنة بتفسير التطورات السياسية في ضوء الأفكار الخاصة بالتقدم المستمر، والسمو العرقي والتفاؤل الديمقراطي.
	وبنهاية القرن المذكور، اتخذت دراسات نظم الحكم طابعا نظريا وقانونيا لا علاقة له بالواقع الفعلي لهذه النظم، فقت اتجهت بعض الدراسات إلى تمجيد أو نقد المذاهب الديمقراطية والارستقراطية والاشتراكية والفوضوية دون اهتمام بالنظم التي تتبنى هذه المذاهب.
	وبعد الحرب العالمية الأولى، أصبحت الدراسات المقارنة أكثر تعقيدا.
	ويلاحظ أن ظهور النظم الشمولية بعد الحرب وجه الأنظار إلى دراسة النظم السوفيتية والفاشية والنازية من حيث خصائصها ومدى تعارضها مع النموذج الديمقراطي الغربي.
	وفي هذه الفترة، ظهرت بعض الكتابات السياسية المقارنة، من ذلك: هيرمان فاينر: الحكومة الحديثة بين النظرية والتطبيق 1932، كارل فردريك: الحكم الدستوري والسياسة 1937، ادوارد سايت: المؤسسات السياسية 1938، إلا أن هذه المؤلفات اقتصرت على النظم السياسة الغربية، وظلت ملخصة للنهج القانوني – الشكلي إلى حد كبير.
	على أية حال، يمكن تحديد الخصائص العامة للدراسة المقارنة لنظم الحكم قبل الحرب العالمية الثانية في النقاط التالية:
1- سيادة الطابع الغربي: فالنظم السياسية الغربية بالذات كانت محط البحث المقارن.
2- غلبة الطابع القانوني – الشكلي: ذلك أن الدراسة ركزت على المؤسسات الحكومية، أيعلى السلطات الثلاث التشريعية والتنفيذية والقضائية في النظم موضع المقارنة من منظور دستوري دون اهتمام يذكر بالمؤسسات غير الحكومية كالأحزاب والجماعات الضاغطة.
3- الاتجاه نحو الوصف وليس التحليل: فالدراسة بوجه عام لم تكن تتجاوز الوصف إلى التفسير.
4- غلبة الاتجاه المحافظ: نزعت السياسة المقارنة إلى الاهتمام بما هو ثابت وغير متغير في نظم الحكم، أي وصف التطور الذي مرت فيه المؤسسات السياسية وانتهى فيها إلى وضعها الحاضر.
5- غياب الاهتمامات النظرية: إذ لم يهتم دارسوا السياسة المقارنة ببناء نظرية امبيريقية لنظم الحكم، ولم يعرف عن أحدهم أنه حاول صياغة فروض أو تعميمات تقبل الاختبار.
6- الجمود المنهجي: فقد تميز مجال السياسة المقارنة بقصور منهجي شديد.
هذه الحالة يمكن فهمها في أمرين:
الأول: أن السياسة ذاتها لم تكن تعتبر آنذاك علما تجريبيا وإنما علما انطباعيا.
ثانيا: إن الدراسة الوصفية والقانونية لمؤسسات الحكم لم تكن تتطلب تكنيكات بحثية معقدة.
تلك هي السمات التي ميزت ميدان السياسة المقارنة قبل الحرب العالمية الثانية.
المرحلة الثانية:
	خلال هذه المرحلة شهد ميدان السياسة المقارنة تطورا هائلا استحق أن ينعت بالثورة أو الانفجار كما ذهبت إلى ذلك مجلة السياسة المقارنة في أول عدد لها صدر عام 1968م.
	ففي عام 1925 كان معدل مقررات السياسة المقارنة إلى جملة المقررات السياسية في مرحلة البكالوريوس هو 1 : 10 أصبح 1 : 5 في عام 1945، 1 : 3 في عام 1965.
	رافق ذلك احتجاج على المنهج التقليدي في تناول نظم الحكم وهو احتجاج تعود جذوره إلى العشرينات والثلاثينات من هذا القرن حيث نجد في الكتابات الرائدة لكل من جورج كاتلن، تشارلز ميريام، هارولد لاسوبل تحذيرا من الدراسة المؤسسية – القانونية ودعوة إلى التحليل المقارن لعلاقات القوة والسلطة.
ما هي العوامل التي أدت إلى هذا التطور وما هي مظاهرة؟
للأجابة على الشق الأول من السؤال، يمكن أن نشير إلى عاملين أساسيين:
1- نالت دول كثيرة استقلالها السياسي وتزايدت أهميتها على المسرح الدولي بحيث لم يعد ممكنناتجاهلها في الدراسات السياسية.
2- تعرض علم السياسة ذاته لثورة منهجية كان من شأنها أضعاف شوكة المناهج والأدوات التقليدية وتبني مناهج وأدوات جديدة، هذه الثورة أملتها جملة اعتبارات:
الاعتبار الأول: يتعلق بالحركة السلوكية التي أثرت بشكل واضح في العلوم الاجتماعية ومن ضمنها علم السياسة.
الاعتبار الثاني: يتعلق بانفتاح علم السياسة بفروعه المختلفة على العلوم الأخرى كما يظهر في استخدام النماذج الاقتصادية والأساليب الانثروبولوجية للتعرف على علاقات القوة والسلطة غير الرسمية، فضلا عن اقترابات البحث السوسيولوجي كالتحليل البنائي الوظيفي والتحليل الطبقي والنخبوي.
الاعتبار الثالث: بظهور دراسة المناطق التي تنهض على تعاون أكثر من علم اجتماعي في سبيل التحليل الرصين الجاد لأوضاع منطقة بعينها.
أما الإجابة على الشق الثاني من السؤال:
1- يفضل اسهامات دافيد ايستون وجابرئيل الموند، أصبح مفهوم النظام وحدة مكروكزمية للتحليل المقارن.
2- بفضل جهود الموند ولوشيان باي وفريد رجز وليونارد بايندر ودانكورات روستو ودافيد ابتر وغيرهم، باتت قضايا التنمية والتغير السياسي تدخل ضمن الاهتمامات الرئيسية لعلم السياسة المقارنة، وأصبحت أدبيات هذا العلم حافلة بكلمات التحديث والتنمية والتغير والإصلاح والثورة والصراع والعنف.
3- استخدام المنهجيات المقارنة في دراسات المشكلات والسياسات الحكومية في دولتين أو أكثر: السلوك التصويتي، أسلوب الاختيار والتعيين في الجهاز الإداري، سياسة الرعاية الاجتماعية، صنع السياسة الخارجية، السياسة الاقتصادية، وضع المؤسسات العسكرية.
4- بروز مفاهيم جديدة أثرت بالتحليل السياسي المقارن.
5- تعدد وتنويع المناهج والأطر النظرية وأدوات جمع المعلومات المستخدمة في الدراسات السياسية المقارنة.

## معنى وقواعد ومستويات وأهداف الدراسة المقارنة.
يقصد بالمقارنة إبراز وتفسير أوجه الشبة والاختلافات بين المتغيرات موضع الدراسة.
فإن التحليل السياسي المقارن يعني بأظهار وتعليق الفروق وأوجه التشابه بين مختلف المؤسسات السياسية وأنماط السلوك السياسي.
	تخضع لمجموعة من القواعد:
1- لا موضع للمقارنة بين أشياء متماثلة تماما أو متميزة تماما.
2- لا يصح إجراء مقارنات مصطنعه تعتمد على تشويه للظواهر أو الحالات محل المقارنة.
3- ضرورة خضوع الظواهر موضع المقارنة لمناهج بحث واحد توخيا للدقة العلمية في إظهار جوانب الاتفاق والاختلاف.
	وتتخذ المقارنة أكثر من شكل أو مستوى:
1- مقارنة واحدة أو الظاهرة في مرحلتين تاريخيتين مختلفتين في تطورها التاريخي في مجتمع معين: دراسة النظام السياسي المصري أو إحدى مؤسساته أو السلوك التصويتي أو نمط القيادة أو السياسات العامة قبل وبعد الثورة 1952 أو عهد عبد الناصر وعهد السادات.
2- مقارنة المظاهر أو وحدة عبر المكان، أي في دولتين أو أكثر: الدراسة المقارنة للنظام السياسي ككل أو لأحد عناصره أو العلاقة بين متغيرين (التعليم والمشاركة السياسية) أو ظاهرة الثورة أو المعارضة السياسية في أكثر من دولة.
	وينبغي الإشارة إلى أن القيام ببحوث مقارنة حول ظاهرة أو أكثر في مجتمعات عديدة أمر ضروري لبناء، كما يقول جبرائيل الموند، نظرية احتمالية للنظام السياسي أي الوصول إلى تعميمات أكثر صدقا.
	هذه المنهجية المقارنة تمثل بديلا عن التجريب المعملي، فعن طريقها يستطيع الباحث الاجتماعي ضبط المتغيرات على نحو غير مباشر من حيث يستحيل عليه الضبط المباشر الذي يتيحه التجريب المعملي للباحث الكيميائي أو للفيزيائي.
لقد أدرك ضرورة أجراء دراسات مقارنة ماكس فيبر لبيان العلاقة السببية بين الأخلاق البروتستانتية وبين ظهور الرأسمالية.
	ويرمي التحليل المقارن إلى تحقيق أغراض عديدة أهمها:
1- إثراء المعارف النظرية والواقعية بأنظمة الحكم والسياسة في العالم الذي نعيش فيه.
2- تقييم الخبرات والمؤسسات والتفاعلات وأنماط السلوك السياسي.
3- التنبؤ بالأحداث والاتجاهات والنتائج.
4- تحديد أي أنظمة الحكم أكثر كفاءة، وطرح حلول أفضل لعديد من المشكلات السياسية، فالدراسات الراهنة عن النظم السياسية في دول العالم الثالث تدفع إليها، جزئيا، رغبة في معرفة أكثر صيغ الحكم ملائمة وقدرة على النهوض بهذه الدول.

## مشاكل الدراسة المقارنة
يواجه التحليل المقارن للنظم السياسية عددا من المشكلات ومن أبرزها:
1- عدم دقة المصطلحات.
2- مشكلة تحديد المتغيرات أو العناصر الأولى بالبحث المقارن:
	أ- الموند وباول: البنية والثقافة السياسية، التعبير عن المصالح تجميع المصالح، الأبنية والوظائف الحكومية، الاتصال، قدرات النظام، أنماط السياسة، والتنمية السياسية.
	ب- روي مكريدس: صنع القرار، القوة، الأيديولجية.
	ج- بلوندل: الأبنية، السلوك، القانون.
	د- ميركل: التنشئة والمشاركة والتجنيد السياسي، الثقافات السياسية، المركز والحواف.
	هـ- كيرتس: المجتمع والدولة، تصنيف النظم السياسية، التمثيل والتصويت.
	و- ايكشتين وابتر: الحكم التمثيلي والدستوري، النظم الانتخابية، جماعات الضغط، الأحزاب.
	د- استخدام أحد المناهج (منهج النظم، أو المنهج البنائي الوظيفي أو منهج الاتصال أو منهج الصفوة، أو التحليل الطبقي أو التحليل النفسي)
3- مشكلة تحديد وحدة المقارنة، فالبعض يرى أن النظام السياسي ككل أكثر الوحدات السياسية ملائمة للتحليل المقارن، وهناك من يركز على الحكومة ويرها الآخرون في الدولة.
4- كيفية معالجة الظاهرة السياسية: هنا يمكن أن تخضع الظواهر السياسية للبحث المقارن بوصفها غايات، أي نتيجة عوامل يندر أن تكون من طبيعة سياسية.
5- بناء المؤشرات: لقد مر بنا أنه قلما يتفق الدارسون على مجموعة مؤشرات تدل بوضوح ودقة على الظاهرة السياسية قيد البحث المقارن ونضيف أن المؤشرات الخاصة بمتغير أو ظاهرة ما ربما كانت دالة بالنسبة لمجتمع وغير ذلك بالنسبة لمجتمع آخر.
6- مدى وفرة المعلومات، فأحيانا قد لا يجد الباحث الحقائق أو المعلومات التي تسمح له بالمقارنة.